# Alice (pjesma)
"Alice" je pjesma kanadske pjevačice Avril Lavigne objavljena je kao prvi singl s glazbenog zapisa filma Almost Alice od filma Alisa u zemlji čudesa. Pjesmu je napisala sama Avril Lavigne, producirao ju je Butch Walker, a remiksirao ju je Deryck Whibley. Pjesma je objavljena kao prvi singl za film Alisa u zemlji čudesa koji će se premijerno pokazati 5. ožujka 2010. godine. Lavigne je u časopisu "Rock One" potvrdila da će "Alice" biti na njenom četvrtom studijskom albumu, Goodbye Lullaby.
Pjesma je 27. siječnja 2010. godine po prvi puta puštena na radiju, dok je Avril gostovala na Ryan Seacrestovoj radio emisiji, On Air with Ryan Seacrest.
Pjesma se prodala u 45,000 primjeraka nakon četiri tjedana od objavljivanja.

## O pjesmi
Avril je dizajnirala odjeću za Abbey Dawn koja je bila inspirirana novim filmom Alisa u zemlji čudesa, rekla je Disneyju da bi ona mogla napisati pjesmu za film. Režiser filma Tim Burton se složio s time, te je ona "odmah napisala pjesmu" na svom klaviru. Opisala je pjesmu kao malo mračniju od njenih ostalih pjesama.

## Videospot

### Koncept
Spot, počinje tako što Lavigne vidi bijelog zeca i slijedi ga do šume. Kad glasovir počinje svirati, video pokazuje Avriline ruke kako sviraju na njemu. Video se vraća s Avrilinim likom, koji izleti i padne u rupu u blizini velikog stabla. Njezin pad je grafički spojen s padom Alise (iz filma), sudara se s predtima uključujući i klavir. Kad Avril otvara oči ona leži u sredini duboke rupe, oblačena u crnom gotičkom korzetu i čarapama s utisnutim motivima koji se nalaze na igraćim kartama (pik, herc, karo i tref).
Ona stiže na čajanku, kod Ludog klobučara i on joj poželi dobrodošlicu s raširenim rukama. Scena je uređena sa snimke Ludog klobučara iz filma. Kad Avril tone na stolici pjevajući, njezina "jeka" vizualno je prikazana, ali ubrzo nestane. Kad završava stih, Lavigne se ustane i počinje bježati sa scene. Na refrenu pjesme Lavigne se vraća na snimku dok trči kroz šumu i dolazi do klavira okruženog divovskim gljivama. Razne scene iz filma prikazane su u sukcesiji dok Lavigne trči prema ulazu šume. Kada ona izađe iz šume na sebi nosi normalnu odjeću.

### Produkcija i objavljivanje
Videosput za pjesmu "Alice" snimljen je 26. i 27. siječnja 2010. godine. Snimljen je pod redateljskom palicom Dave Meyersa, a snimao se u botaničkom vrtu Los Angelesa. Prizori iz filma su ubačeni u spot. Premijera spota bila je 17. veljače 2010. godine.

## Kritički osvrt
Bill Lamb od About.com je dao pjesmi 4 od 5 zvjezdica, cijeneći Avrilinu interpretaciju Alisine dileme. Opisao je kako su njeni vokali emocionalni "izražava zbunjenost dok Alisa pada kroz zečju rupu", ali je rekao da u nekim dijelovima pjesme krešti.
»To je sirov neposredni zvuk koji odmah zgrabi slušatelje. Teško jepredvidjeti hoće li to biti veliki pop hit, ali pjesma će osigurati odgovarajući dramatični uvod za publicitet za nadolazeći film. [...] S riječima "Trippin 'out," Avril dovodi pjesmu izravno u suvremenom kontekstu. Ovo će omogućiti da mladi obožavatelji jasnije vide metaforičku primjenu suvremenih pitanja i dileme za film Alisa u zemlji čudesa.  "Alice", je emocionalna pjesma, izaziva dramatičnost borbe sa zbunjujućih puteva u životu.«
Portal Digital Spy je nazvao pjesmu "velikom rock baladom," misli da je pjesma "sinematski" a ponekad i "jeziva," treba napomenuta se ju treba nekoliko puta preslušati da bi išla u uho.
Hrvatska web stranica Otvoreni radio imala je loše kritike na pjesmu:
»Avril Lavigne vjerojatno je jedina popularna pjevačica koju bi svatko htio zaštekati šakom u glavu, ne samo zbog iritantne pojave koja utjelovljuje kič i neukus, već zbog svog oponašanja svih jedinki životinjske farme, posebice onih s rogovima i vimenom, pa stoga nije jasno čemu Burtonov odabir upravo nje za naslovnu pjesmu i odjavnu špicu filma.«

## Popis pjesama
Digitalni download
1. "Alice" — 3:34

Njemački CD singl
1. "Alice" (radio verzija) — 3:33
2. "Welcome to Mistery" — 4:27 izvode Plain White T's

## Top liste
| Top liste (2010.)               | Najviša pozicija |
| ------------------------------- | ---------------- |
| Australija                      | 39               |
| Austrija                        | 19               |
| Brazil                          | 31               |
| Belgija (Flandrija)             | 69               |
| Češka                           | 24               |
| Europa                          | 54               |
| Hrvatska                        | 2                |
| Kanada                          | 51               |
| Japan                           | 4                |
| Nizozemska                      | 99               |
| Njemačka                        | 27               |
| Rusija                          | 170              |
| SAD Billboard Hot 100           | 71               |
| SAD Billboard Hot Digital Songs | 39               |
| Slovačka                        | 58               |
| Španjolska                      | 43               |
| Švicarska                       | 73               |
| Ujedinjeno Kraljevstvo          | 59               |

| Tjedan   | 5  | 6  | 7 | 8 | 9 | 10 | 11 | 12 |
| -------- | -- | -- | - | - | - | -- | -- | -- |
| Pozicija | 39 | 17 | 6 | 2 | 2 | 3  | 4  | 12 |

## Povijest objavljivanja
| Regija           | Datum              | Kuća            | Format                 |
| ---------------- | ------------------ | --------------- | ---------------------- |
| Svijet           | 27. siječnja 2010. | —               | radio premijera        |
| Sjeverna Amerika | 29. siječnja 2010. | Buena Vista     | digitalni download     |
| Sjeverna Amerika | 2. veljače 2010.   | Buena Vista     | Top40/Mainstream radio |
| Australija       | 27. veljače 2010.  | Buena Vista     | digitalni download     |
| UK               | 28. veljače 2010.  | Disney (Europa) | digitalni download     |
| Njemačka         | 28. veljače 2010.  | Disney (Europa) | digitalni download     |
| Njemačka         | 5. ožujka 2010.    | Disney (Europa) | CD singl               |
| Rusija           | 3. ožujka 2010.    | —               | airplay                |